# Augustin Bunea
Augustin Bunea (Vad, Transilvânia, 4 de agosto 1857 - Blaj, 30 de novembro 1909) foi um sacerdote, cónego metropolitano da Igreja Greco-Católica Romena unida com Roma e historiador romeno, membro de Academia Romena.

## Obras
- Mitropolitul Dr. Ioan Vancea de Buteasa. Schiţă biografică, Blaj, 1890.
- Institutele din Blaj, (Conferência), Blaj, 1892.
- Chestiuni din istoria dreptului Bisericii româneşti unite, 2 volumi, Blaj, 1893-1894.
- Istorie scurtă a Bisericii Române Unită cu Roma, in Şematismul veneratului cler al Arhidiecezei Metropolitane Greco-Catolice Române de Alba-Iulia şi Făgăraş pre anul Domnului 1900 de la Sfânta Unire 200, Blaj, 1900, pp. 3–63.
- Din Istoria Românilor. Episcopul Ioan Inocenţiu Klein (1728-1751), Blaj, Tipografia Seminariuluĭ Archidiecesan, 1900.
- Statistica românilor din Transilvania în anul 1750 făcută de vicarul episcopesc Petru Aron, Sibiu, 1901.
- Istoria românilor ardeleni de la 1751 până la 1764, Blaj, 1902.
- Vechile episcopii româneşti a Vadului, Geoagiului, Silvaşului şi Bălgradului, Blaj, Tipografia Seminariuluĭ Archidiecesan, 1902.
- Discursuri. Autonomia Bisericească. Diverse, Blaj, 1903.
- Ierarchia Românilor din Ardeal şi Ungaria, Blaj, Tipografia Seminariuluĭ Archidiecesan, 1904.
- Amintirea lui Timotei Cipariu, Blaj, 1905.
- Episcopii Petru Paul Aaron şi Dionisiu Novacovici sau Istoria românilor din Ardeal şi Ungaria, Blaj, 1906.
- Metropolitul Sava Brancovici, Blaj, 1906.

### Obras póstumas
- Stěpânii Ţěrii Oltului, Ediţia Academiei Române, XXXIV, Bucureşti, 1910 (discurso do recepção em Academia Romena, não pronunciato).
- Încercare de Istorie a Românilor până la 1382, Bucureşti, 1912.
- Istoria regimentelor grănicereşti, Bucureşti, 1941.